# متلازمة الألم الناحي المركب
متلازمة الألم الناحي المركب (بالإنجليزية: Complex Regional Pain Syndrome)‏ وَيُسمى أيضاً بالألم الناحي المُعقد أو تناذر سوديك، وَهوَ مرض جهازي مزمن غير مألوف، يتسبب بآلام شديدة غالبا ما تبدأ في الذراعين والقدمين واليدين وفي كثيرمن الاحيان من الممكن ان تتفاقم الحالة مع مرور الوقت فينتشرالالم إلى باقي انحاء الجسم، يتميز بظهور تورمات، وتغيرات في الجلد. ومن المتوقع أن تتفاقم الحالة مع مرور الوقت. مما يؤدي إلى انتشارالحالة في جميع أنحاء الجسم.
ترتبط متلازمة الألم الناحي المركب مع التقلبات في الجهاز العصبي المركزي والجهاز العصبي اللاإرادي مما يؤدي إلى فقدان وظيفي متعدد، والضعف والعجز. والجمعية الدولية لدراسة الألم الناحي المركب أقترحت تقسيمه إلى نوعين أعتمادا على وجود الآفة العصبية بعد الإصابة.
النوع الاأول: وهو متلازمة الحثل الانعكاسي الودي ، يحدث هذا النوع بعد المرض أو الإصابة التي لا تسبب ضرر مباشر للأعصاب في الطرف المصاب. يشكل هذا النمط حوالي 90% من المصابين بمتلازمة الألم الناحي المعقد.
النوع الثاني: ويسمى بالحراق، يتبع هذا النمط إصابة واضحة للعصب.

## الأعراض
تبدأ الأعراض بشكل تدريجي غالباً، وتزداد مع مرور الوقت، وفي كثير من الاحيان قد تختلف أعراض متلازمة الألم الناحي المركب من شخص لأخر. كما أن من الممكن أن تتغير الأعراض التي تظهر على الشخص الواحد من حينٍ لآخر. وقد تتغير شدتها أيضاً. ومن أهم الاعراض هي:
• تغيرات في طريقة نمو الأظافروالشعر.
•توتر نفسي وهذا قد يزيد من تفاقم الحالة.
• تراجع القدرة على تحريك الجزء المصاب من الجسم.
•تورم وتيبس في المفاصل في المنطقة المصابة.
• الخدر.
• الألم الشديد.
• الإحساس بالحرق أو بالوخز مصحوبا بألم شديد حارق.
• الضعف العضلي واحيانا ضمور العضلات.
• الحساسية للمس وزيادة حساسية الجلد إلى درجة كبيرة.
• تغيرات كبيرة في درجة حرارة الجسم.
•تورم واحمرار الاطراف.

## السبب
السبب الرئيسي لحدوث هذه الحالة غير معروف بشكل دقيق. ولكن هناك اسباب عديدة قد تساهم في حدوث الحالة أو ان الحالة حدثت بعد الإصابة بطلق ناري أو إجراء عمل جراحي أو التعرض لجرح.

## العلاج
علاج هذه الحالة قد يطول احيانا وتنطوي المعالجة على المسكنات، والعلاج الفيزيائي، والعلاج النفسي وتعديل العمليات العصبية، ولكن قد تكون العلاجات غير مرضية، خاصة إذا بدأت في وقت متأخر.
الاستراتيجية العامة في معالجة هذه المتلازمة غالبا ما تشمل المعالجة تخصصات عدة في الطب، مع استخدام أنواع مختلفة من الأدوية جنبا إلى جنب مع العلاجات البدنية. ومبادئ العلاج في الأطفال والمراهقين متشابهة.
1. العلاج الطبيعي والمهني: هي عناصر هامة لمعالجة متلازمة الألم الناحي المركب. حيث في المقام الأول تكون بواسطة مزيل للتحسس في أجزاء من الجسم المتضررة، واستعادة الحركة، وتحسين الوظيفة الحركية. ويمكن لتدخلات العلاج الطبيعي، أن تشمل طرائق محددة مثل التحفيز الكهربائي عبر الجلد، والحساسية عن طريق اللمس، وتدليك، والعلاج عن طريق حمام النقيض.
2. الأدوية: الأطباء استخدام مجموعة متنوعة من الأدوية لعلاج متلازمة الألم الناحي المركب، بما في ذلك مضادات الاكتئاب، مضادات الالتهاب مثل الكورتيزون ومثبطات COX- مثل بيروكسيكام، البايفوسفونيت، موسعات، GABA النظير مثل جابابنتين وبريغابالين، وألفا - أو حجب بيتا الأدرينالية المركبة.
3. البتر: أي بتر الاطراف المؤلمة والمتورمة في الجسم وخاصة الذراعين والقدمين. وهي حالات نادرا ما يلجأ اليها الاطباء وذلك بعد تفاقم الحالة بشكل كبير جدا.

يمكن إحراز تقدم جيد في علاج متلازمة الألم الناحي المركب، إذا بدأ العلاج في وقت مبكر، من الناحية المثالية في غضون 3 أشهر من ظهور الأعراض الأولى.ولكن إذا تأخر العلاج، يمكن للاضطراب وسرعان ما ان ينتشر إلى الاطراف الأخرى يحدث تغيرات في العظام، والأعصاب والعضلات.

## وصلات خارجية
- متلازمة الألم الناحي المركب على مشروع الدليل المفتوح
- Reflex sympathetic dystrophy على مشروع الدليل المفتوح
- CRPS UK dead link
- CRPS Community UK
- RSDS CRPS News & Information